# داني بلكينغتون
داني بلكينغتون (بالإنجليزية: Danny Pilkington)‏ (25 مايو 1990 في المملكة المتحدة - ) هو لاعب كرة قدم بريطاني في مركز جناح. لعب مع ستوكبورت كونتي ونادي هيرفورد ونادي يورك سيتي ونادي تشورلي وكندل تاون ‏ ونادي بارو ونادي كيدرمينستر هاريرز لكرة القدم وAtherton Collieries A.F.C. ‏.

## وصلات خارجية
- داني بلكينغتون على موقع قاعدة بيانات كرة القدم.إي يو (الإنجليزية)
- داني بلكينغتون على موقع Soccerbase.com (لاعب) (الإنجليزية)
- داني بلكينغتون على موقع Soccerway.com (الإنجليزية)